# Tessa Virtue
Tessa Virtue (London, 1989. május 17. –) kanadai jégtáncos. Scott Moirral alkotnak egy párt a jégen. Ők a 2010-es téli olimpia bajnokai, a 2010-es és 2012-es világbajnokság aranyérmesei, kétszeres Négy Kontinens Bajnokság győztesek (2008, 2012), hatszoros kanadai bajnokok (2008-2010, 2012-2014), továbbá a 2006-os Junior Világbajnokság és a 2005-ös Junior Grand Prix Döntő győztesei. Emellett háromszoros világbajnoki ezüstérmesek (2008, 2011, 2013), illetve kétszeres Négy Kontinens Bajnokság (2009, 2013) és négyszeres Grand Prix Döntő második helyezettek (2009, 2011-2013). A 2014-es szocsi olimpián két ezüstérmet szereztek jégtáncban és a csapatversenyben. Ők minden idők legfiatalabb olimpiai győztesei jégtáncban, és az elsők, akik Európán kívüli országot képviselve tudtak nyerni.

## Magánélete
Tessa Virtue Londonban, Ontario államban született. Négy testvér közül ő a legfiatalabb. Jelenleg az Amerikai Egyesült Államokban, Michigan államban él és edz.

## Karrierje
Tessa és Scott 1997-ben kezdtek el együtt korcsolyázni. A 2001-2002-es szezonban bronzérmesek lettek a Junior Világbajnokságon. 2003-ban hetedik helyen végeztek a nemzeti bajnokságban.
2003-2004-ben debütáltak a Junior Grand Prix sorozatban. Megnyerték a kanadai bajnokságot a juniorok között, így kvalifikáltak a Junior Világbajnokságra, ahol a 11-ik helyen végeztek.
Következő szezonban indultak mind a juniorok, mind a felnőttek között. Ezüstérmet szereztek a Junior Grand Prix döntőjén. Negyedik helyen végeztek a kanadai bajnokságban a felnőttek között és másodikak lettek a Junior Világbajnokságon.
A 2005-2006-os szezonban még utoljára indultak a juniorok versenyein. Megnyerték a Junior Grand Prix döntőt és a Junior Világbajnokságot. Ők az első kanadai jégtáncosok, akik aranyérmet szereztek Junior Világbajnokságon. A kanadai bajnokságban harmadik helyen végeztek és a Négy Kontinens Versenyen harmadik helyükkel megszerezték első felnőtt érmüket.
A 2006-2007-es szezonban második helyen végeztek a kanadai bajnokságban, a Négy Kontinens Versenyen pedig ismét bronzérmesek lettek. 2007-ben debütáltak a felnőtt világbajnokságon, ahol a hatodik helyen végeztek. Évtizedek óta ez volt a legjobb helyezés, melyet kanadai jégtáncospár elért. A 2008-as svéd világbajnokságon a hatodik helyről előre ugrottak egészen a dobogó második fokára.
2008-2009-es szezon elején Tessa lábsérüléssel küszködött, ezért először csak a kanadai bajnokságon tudtak részt venni, melyet meg is nyertek. A négy Kontinens versenyen második helyen végeztek edző partnereik Meryl Davis és Charlie White mögött. A világbajnokságon az előző évi ezüst után bronzérmet szereztek.
A 2009-2010-es szezonban két Grand Prix versenyre kaptak meghívást, a Trophee Eric Bompard és a Skate Canada Grand Prix-re. Mindkét versenyen aranyérmet nyertek, ezzel kvalifikálták magukat a Grand Prix döntőre. A döntőn második helyezést értek el, Meryl Davis és Charlie White mögött.
2010 januárjában megnyerték a kanadai bajnokságot, összesen 221.95 ponttal, ezáltal új kanadai rekordot állítva a kűrben és az összesített pontokban is.
A 2010-es vancouveri téli olimpiára az első számú kanadai kettősként érkeztek. A kötelező táncok után még a második helyen álltak, de az original után átvették a vezetést az oroszoktól. A kűrben 110.42 pontot kaptak a programjukra, összesítve pedig 221.57 ponttal nyertek, ezáltal ők az első kanadai és a legfiatalabb jégtáncos pár, akik olimpiát nyertek, valamint az első észak-amerikai pár is.
A 2010-2011-es szezonban a Skate Canada és a Trophee Eric Bompard Grand Prix versenyekre kaptak meghívást. 2010 októberében Tessa vádli és lábszár fájdalmai ismét kiújultak, és a kanadai versenyt lemondták.
2018-ban a koreai Phjongcshangban megrendezett téli olimpiai játékokon olimpiai bajnokságot nyertek.

## Programjai

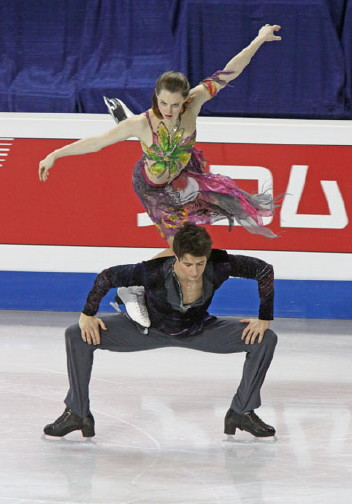
Virtue & Moir a 2009-es Négy kontinens versenyen

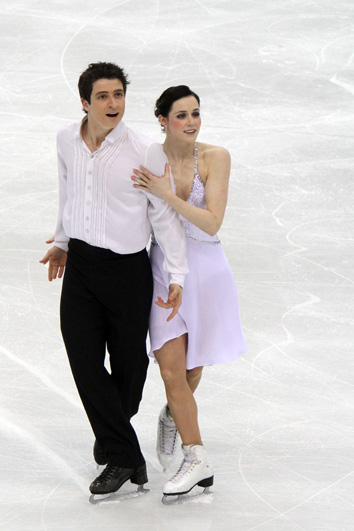
Virtue & Moir a 2010-es Világbajnokságon.

| Szezon    | Rövid tánc | Szabad Program | Gála                                                                             |
| --------- | --- | --- | -------------------------------------------------------------------------------- |
| 2013–2014 | Dream a Little Dream of Me Ella Fitzgerald & Louis Armstrong Muskrat Ramble Louis Armstrong and His Hot Five Cheek to Cheek Ella Fitzgerald & Louis Armstrong | The Seasons Alekszandr Glazunov Waltz in Concerto No. 2 Alekszandr Glazunov Piano Concerto in F sharp minor Alekszandr Szkrjabin | Stay Rihanna                                                                     |
| 2012–2013 | And The Waltz Goes On Anthony Hopkins | Carmen Rodion Shchedrin | Hallelujah Jeff Buckley                                                          |
| 2011–2012 | Hip Hip Chin Chin Club des Belugas Temptation Diana Krall Mujer Latina Thalia                                                                                 | Funny Face George Gershwin Basal Metabolism Adolph Deutsch 'S Wonderful George Gershwin                                          | I Want to Hold Your Hand The Beatles                                             |
| 2010–2011 | Schenkst Du Beim Tango Mir Dein Herz Dajos Bela & Sein Tanzorchester Nights and Days Waldemar Kazanecki                                                       | | Hip Hip Chindchin Club des Belugas Temptation Diana Crall Mujer Latina Thalia    |
| Szezon    | Original | Szabad program | Gála                                                                             |
| 2009-2010 | Farrucas Pepe Romero | Symphony No. 5 Gustav Mahler arranged by Ryner Stoetzer                                                                          | Everybody Dance Now C & C Music Factory Jack and Diane John Mellencamp           |
| 2008-2009 | Won't You Charleston with Me? The Boyfriend | The Great Gig in the Sky Money Pink Floyd                                                                                        | Jack and Diane John Mellencamp                                                   |
| 2007-2008 | Dark Eyes Orosz népzene | Umbrellas of Cherbourg Michel Legrand                                                                                            | I Could Have Danced All Night Jamie Cullum Dare You To Move Switchfoot           |
| 2006-2007 | Assassination Tango Building the Bullet Luis Bacalov | Valse Triste Jean Sibelius | Black Magic Woman Santana Tennessee Waltz Holly Cole Trio                        |
| 2005-2006 | Beautiful Maria The Mambo Kings Do You Only Wanna Dance Julio Daviel Big Band                                                                                 | Malagueña Raul Di Blasio | No Me Ames Jennifer Lopez & Marc Anthony Everybody Dance Now C & C Music Factory |
| 2004-2005 | Call Me Irresponsible Bobby Darrin Puttin On The Ritz | Adios Nonino Astor Piazzolla | Everybody Dance Now C & C Music Factory                                          |

## Eredményei

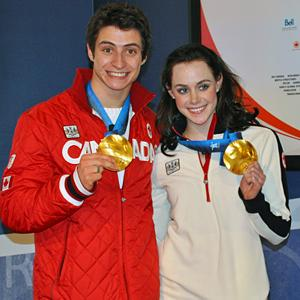
Tessa és Scott olimpiai aranyérmükkel

| Esemény                | 2004-05 | 2005-06 | 2006-07 | 2007-08 | 2008-09 | 2009-10 | 2010-11 | 2011–12 | 2012–13 | 2013–14 |
| ---------------------- | ------- | ------- | ------- | ------- | ------- | ------- | ------- | ------- | ------- | ------- |
| Téli olimpia           |         |         |         |         |         | 1.      |         |         |         | 2.      |
| Téli olimpia (csapat)  |         |         |         |         |         |         |         |         |         | 2.      |
| Világbajnokság         |         |         | 6.      | 2.      | 3.      | 1.      | 2.      | 1.      | 2.      |         |
| Négy Kontinens Verseny |         | 3.      | 3.      | 1.      | 2.      |         | WD      |         | 2.      |         |
| Kanadai Bajnokság      | 4.      | 3.      | 2.      | 1.      | 1.      | 1.      |         | 1.      | 1.      | 1.      |
| Grand Prix Döntő       |         |         |         | 4.      |         | 2.      |         | 2.      | 2.      | 2.      |
| Cup of Russia          |         |         |         |         |         |         |         |         | 1.      |         |
| Skate Canada           |         |         | 2.      | 1.      |         | 1.      | WD      | 1.      | 1.      | 1.      |
| Trophee Eric Bompard   |         |         | 4.      |         |         | 1.      | WD      | 1.      |         | 1.      |
| NHK Trophy             |         |         |         | 2.      |         |         |         |         |         |         |
| Finlandia Trophy       |         |         |         |         |         |         |         | 1.      | WD      | 1.      |
| Junior Világbajnokság  |         |         | 11.     | 2.      | 1.      |         |         |         |         |         |